# Pronephrium brauseanum
Pronephrium brauseanum är en kärrbräkenväxtart som beskrevs av Holtt. Pronephrium brauseanum ingår i släktet Pronephrium och familjen Thelypteridaceae. Inga underarter finns listade.